# Cá mú son
Cá mú son, danh pháp là Cephalopholis miniata, là một loài cá biển thuộc chi Cephalopholis trong họ Cá mú. Loài này được mô tả lần đầu tiên vào năm 1775.

## Từ nguyên
Tính từ định danh bắt nguồn từ tiếng Latinh và có nghĩa là "đỏ son", hàm ý đề cập đến màu đỏ tươi của loài cá này.

## Phạm vi phân bố và môi trường sống
Cá mú son có phân bố rộng rãi ở khu vực Ấn Độ Dương - Thái Bình Dương, từ Biển Đỏ dọc theo bờ biển Đông Phi trải dài về phía đông đến quần đảo Line, ngược lên phía bắc đến Nam Nhật Bản, giới hạn phía nam đến biển San Hô và Nouvelle-Calédonie.
Ở Việt Nam, cá mú son được ghi nhận tại quần đảo Hoàng Sa; vịnh Vân Phong (Khánh Hòa) và Bình Thuận.
Cá mú son sinh sống tập trung ở các vùng nước trong trên các rạn san hô, được tìm thấy ở độ sâu đến ít nhất là 150 m.

## Mô tả
Chiều dài cơ thể lớn nhất được ghi nhận ở cá mú son là 50 cm. Loài này có màu từ đỏ cam đến nâu đỏ, thường sẫm hơn ở thân sau, dày đặc các chấm màu xanh óng phủ khắp cơ thể và các vây. Vây ngực vàng cam. Vây lưng, vây hậu môn và vây đuôi có viền xanh óng ở rìa. Cá mú son có thể chuyển sang kiểu hình với các vệt sọc ở hai bên lườn. Cá con màu vàng cam và ít chấm xanh hơn cá lớn.
Số gai ở vây lưng: 9; Số tia vây ở vây lưng: 14–16; Số gai ở vây hậu môn: 3; Số tia vây ở vây hậu môn: 8–9; Số tia vây ở vây ngực: 17–18; Số vảy đường bên: 47–54.

## Sinh học

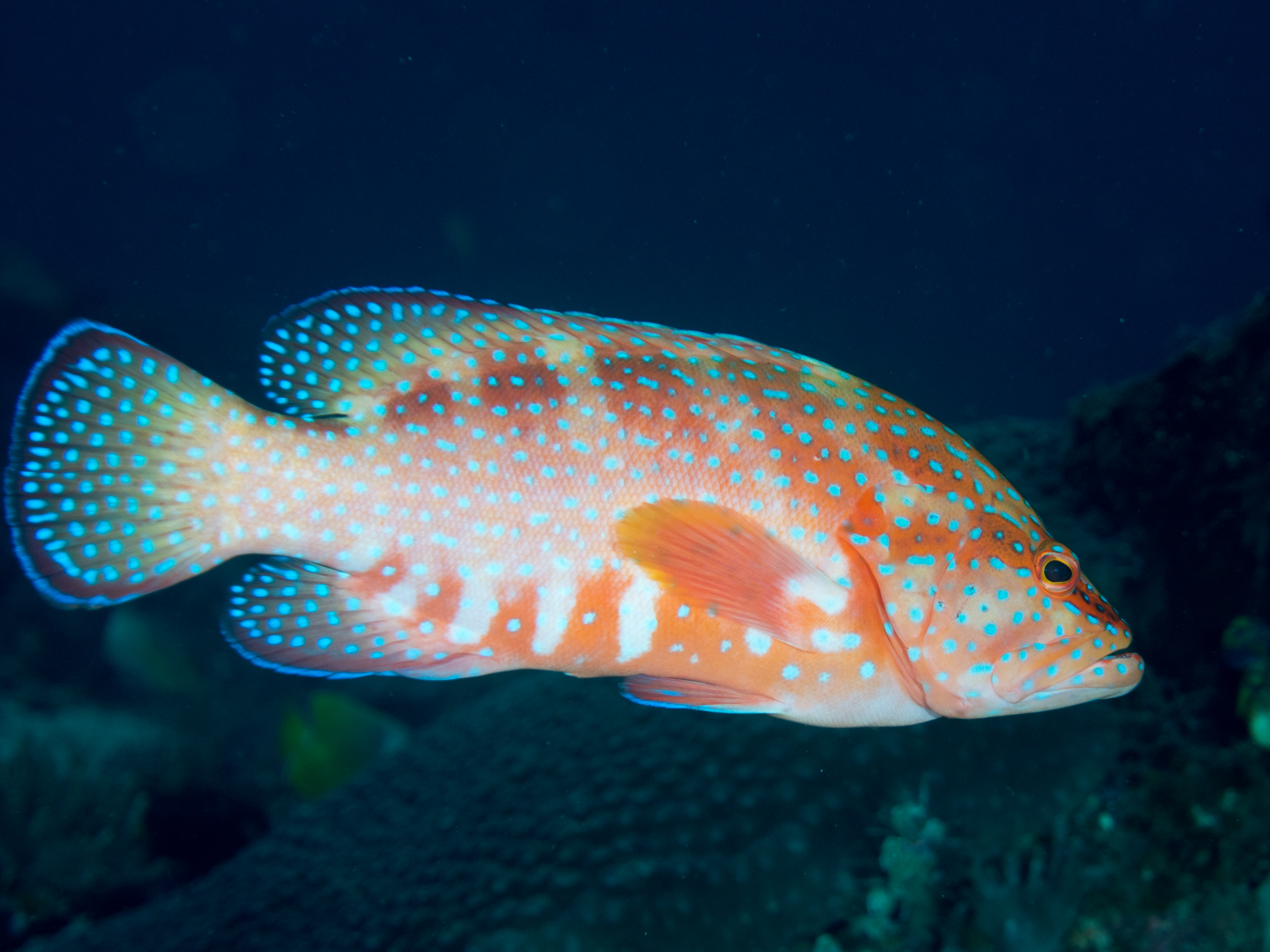
Kiểu hình sọc ở cá mú son

Thức ăn của cá mú son gồm những loài cá nhỏ hơn (thường thấy nhất là Pseudanthias squamipinnis) và động vật giáp xác.
Cá mú son đực sống cùng với khoảng 2 đến 12 cá cái, tạo thành các nhóm hậu cung. Những nhóm này chiếm diện tích lãnh thổ lên đến 475 m2, bên trong chia thành những lãnh thổ nhỏ hơn được bảo vệ bởi mỗi con cá cái.

## Phân loại
Trong một kết quả của phân tích phát sinh loài, cá mú son có tổ tiên chung gần nhất với Cephalopholis sexmaculata.

## Thương mại
Cá mú son là loài có giá trị kinh tế đáng kể đối với ngành ngư nghiệp quy mô nhỏ.